# 노행석
노행석(한국 한자: 魯幸錫, 1988년 11월 17일 ~ 2025년 1월 1일)은 대한민국의 전직 축구 선수로 현역 시절 포지션은 수비수였다.

## 클럽 경력
2011 K리그 드래프트에 참가하여 신생 구단 광주 FC에 지명되었다. 데뷔 시즌에는 리그컵 1경기 출전에 그쳤으나 2012년에는 리그 11경기에 출전하여 1골을 기록하였다.
2013년 대구 FC로 이적하였다. 하지만 시즌을 앞두고 터키에서 열린 프리시즌 전지 훈련에서 발목 부상을 당하며 부상 회복과 이로 인한 후유증으로 인해 2013 시즌 내내 한 경기도 출전하지 못하였다. 이듬해 4월 12일 열린 충주 험멜과의 경기에서야 데뷔전을 치렀고 이 경기에서 데뷔골을 기록하였다.
2015년 K리그 클래식 부산 아이파크로의 이적하며 1부 리그로 복귀하였으나, 끝내 부산의 강등을 막지 못하였다.
2016년, 공익근무요원 복무 관계로 K3리그의 화성 FC로 임대되었다. 공익근무요원 소집해제 이후 2018년 9월 22일 아산 무궁화와의 경기에서 벤치에 앉으며, 오랜만에 부산의 선수 출전대기명단에 들었다.
2019년 5월 30일 말레이시아의 쿠알라룸푸르 FA로 6개월간 임대 이적했다.
2020 시즌을 앞두고 경주 한국수력원자력으로 이적했다.
2021년 여름 이적시장에서 팀에서 퇴단했다.

## 은퇴 이후
2025년 1월 1일, 암 투병 중 사망했다.